# مطار سيوكس سيتي
مطار سيوكس سيتي (بالإنجليزية: Sioux Gateway Airport)‏ مطار صغير تقع في مدينة سيوكس المعروفة باسم (مدينة سو)، ايوا، الولايات المتحدة. تم اغلاق المطار في 5 يوليو 1989، بعد حادث يونايتد إيرلاينز الرحلة 232 المُتجهة من دنفر إلى فيلادلفيا عبر شيكاغو، ونجا 185 شخصا ومات 111 شخصا في مطار مدينة سيوكس. وسبب حادث الرحلة 232 التابعة للخطوط الجوية المتحدة هو زيادة غاز النيتروجين في صناعة التيتانيوم المستخدم في شفرات توربين المحرك.

## أحداث وحوادث
- 31 يناير 1944: تحطمت طائرة دوغلاس دي سي-3 التابعة للقوات الجوية الأمريكية في المطار بعد أقلاعها بثواني بسبب حريق في الطائرة ومات جميع أفراد الطاقم الثلاثة.
- 2 مارس 1951: تحطمت طائرة دوغلاس دي سي-3 التابعة للخطوط الجوية الأمريكية في المطار وسط عاصفة ثلجية ومات 16 شخصا ونجا 9 أشخاص من الحادث.
- 27 ديسمبر 1968: تحطمت طائرة ماكدونل دوغلاس دي سي 9 التابعة لطيران أوزارك الرحلة 982 بعد اقلاعها بثواني متجهة من سيوكس إلي شيكاغو وعلي متنها 145 راكبا و5 من أفراد الطاقم ونجأ جميعهم من التحطم.
- 20 ديسمبر 1983: تحطمت طائرة ماكدونل دوغلاس دي سي 9 التابعة لطيران أوزارك الرحلة 650 بعد أقلاعها بثواني من مطار سيوكس بسبب عطل ميكانيكي وطقس جليدي نجا جميع الركاب والطاقم البالغ عددهم 155 شخصا وقتل شخص علي الأرض.
- 19 يونيو 1989: تحطمت يونايتد إيرلاينز الرحلة 232 من طراز ماكدونل دوغلاس دي سي-10 في المطار بسبب خطأ ميكانيكي في المحرك رقم 2 وفقدان جميع الأنظمة الهيدروليكية الثلاث بعد رحلة طيران من دنفر إلي فيلادلفيا عبر شيكاغو ومات 111 شخصا ونجا 185 من حادث التحطم المروع.

## وصلات خارجية
- www.FlySUX.com